# 교육경제학
교육경제학(Economics of education 또는 Education economics)는 교육에 관한 재정, 공급, 및 수요에 관한 문제를 포함한 교육과 관련된 경제문제를 연구하는 학문이다. 게리 베커가 처음으로 주장했다.

## 개요
교육 경제학에서 다루는 주제로는 교육의 경제적 효과, 교육의 비용 부담, 교육에 있어서의 효율성과 교육 계획, 교육의 편익에 관한 분석이 주류를 이루고 있다. 교육 경제학은 경제학을 모태로 한 교육학의 분과로서, 주로 1960년 이후로 발달하기 시작하였다.
- 교육의 경제적 효과

인적 자본에 대한 투자로서 교육 서비스가 가지는 재화로서의 의미와 효과, 교육 투자의 관점에서 교육이 경제성장에 대해서 어떠한 효과를 가지는지가 주요 주제이다. 또한, 교육 비용을 누가 부담해야 하는가 하는 문제와 공적(재정) 부담의 근거와 그 정도(비율) 등도 주된 관심사이다.
- 효율성과 교육 계획

교육에서의 효율성 측정, 그것을 위한 교육의 생산함수의 측정, 교육의 효율을 높이기 위한 교육 조직·교육 계획 등을 다룬다. 교육 계획을 경제계획의 일환으로 다루기도 하며, 교육에 대한 자원 배분이 적정한지를 검토하기 위해서 비용·편익 분석 기법을 사용하기도 한다.

## 관련 주제
교육경제학과 관련 있는 주제는 다음과 같다.

### 투자
교육 서비스를 경제학적으로 생각하면, 개인의 지적 욕구의 충족이라고 하는 소비의 측면과, 교육을 받은 사람의 노동의 질을 향상시켜 노동의 생산성을 높이고 생산력과 소득을 증대시킨다는 인적 자본에 대한 투자의 측면이 있다. 인적 자본에 대한 투자라고 하는 측면에서 교육을 파악할 때, 그것을 교육 투자라고 부른다. 이러한 측면에서 인간은 생산을 위해 노동하는 인적 자본이며, 교육은 그것에 투자하는 행위라고 볼 수 있다. 이러한 생각을 경제학으로서 본격적으로 채택하고 그 효과를 실증적으로 측정하려고 한 최초의 학자는 미국의 시어도어 슐츠이다.
교육 경제학에서는 교육 투자의 효과를 측정하거나 경제성장에 대한 기여한 정도 등을 주제로 다룬다. 교육 투자의 효과를 측정하는 것은 시계열 분석이나 크로스 섹션 분석을 통해 교육 투자와 소득 수준, 노동 생산성 등의 관련성을 찾는 일, 교육의 생산함수를 도출하려는 시도 등으로 구체화되고 있다. 이것은 교육에서 투입과 산출의 기술적 관계를 실증적으로 연구하려고 하는 것이다.
교육은 기술 진보를 촉진하고 노동의 질(質)을 향상시켜 경제 성장에 공헌한다. 경제성장의 요인별 기여에 관한 실증 분석이 에드워드 데니슨 등에 의해 행해지고 있는데, 교육도 경제성장에 기여한 요인 중 하나로 다루어지고 있다.

### 비용 부담
교육을 위해서는 여러 가지 형태의 비용이 필요하다. 그 비용으로서는 교육 서비스를 공급하기 위해서 이용되는 인적·물적 자원이 있고, 어떤 사람이 교육을 받는 기간 동안 일을 했다면 얻었을 수 있었던 소득을 희생하게 된다는 간접적 비용(또는 기회 비용)의 측면도 있다.
한편, 이러한 교육 비용을 누가 어떤 형태로 부담해야 하는가 하는 문제도 있다. 각 나라에서는 그 나라의 교육제도에 따라 비용을 부담하는 방법이 다양하다. 그러나 많은 나라들이, 초등 교육(또는 중등 교육까지)을 의무 교육으로 지정하여 그 비용을 정부가 부담하고, 고등교육에 대해서는 개인과 국가가 함께 부담하는 형태를 취하고 있다.
교육 서비스는 엄밀한 의미에서는 공공재는 아니지만, 긍정적 외부 효과를 가져오기 때문에 순수한 사유재로 볼 수도 없다. 따라서, 교육 정책 수립시에 교육의 보급 및 교육 수준의 향상을 추구하는 것이 바람직하다. 정부가 그 공급에 대한 적극적 역할을 하는 것이 기대된다고 하는 의미에서 가치재의 성질도 가진다. 이러한 성질은 특히 의무 교육에 대해서 잘 드러난다.
이러한 교육 서비스의 성질에 근거하여, 그 비용의 전부 또는 일부를 공공적으로 부담한다.
그러나, 교육의 비용의 사적 부담과 공적 부담의 배분 비율이 적정수준이 아니라면 문제가 발생한다. 예를 들어 공적 부담의 비율이 너무 높으면 교육 서비스의 낭비, 부담의 불공평성 등의 문제가 생긴다.
교육 비용의 일부를 공적으로 부담하는 경우에도 그 방법은 여러가지가 있을 수 있는데, 교육을 받는 사람에 대한 보조금(장학금 등) 지급 및 대출, 교육기관에 대한 보조금 지급 등이 있다.

### 편익
교육은 그것을 받는 개인에게 직접적 편익을 줄 뿐만 아니라, 사회 일반적으로도 간접적 편익을 준다. 여기서 간접적 편익이 바로 교육의 외부 효과이다. 교육의 직접적 편익으로서는 생애 소득의 증가, 지적 만족, 사회적 지위의 향상, 우월감을 얻는 것 등을 들 수 있는데, 이러한 직접적 편익은, 생애 소득의 증가와 같이 금전적으로 계측할 수 있는 것과 비금전적·심리적인 물건으로, 금액으로 환산하기 어려운 것들이 있다. 교육의 외부 효과로는 사회에 교육을 받은 사람이 증가하고 교육 수준도 높아지면, 그 사회적 환경이 좋아져 많은 사람들의 생활이 쾌적하게 되거나 소득수준의 상승으로 소득세 수입이 증대되는 것을 생각해 볼 수 있다. 또한, 고도의 교육을 받은 사람이 새로운 기술을 발명·개발하면, 사회 전체에 경제적 이익을 가져온다. 따라서, 교육 서비스는 외부성이 강한 사유재, 또는 공공재적 요소를 지닌 사유재라는 의미에서 혼합재라고 할 수 있다.

## 같이 보기
- 교육재정
- 공공재 - 사유재